# Matra MS80

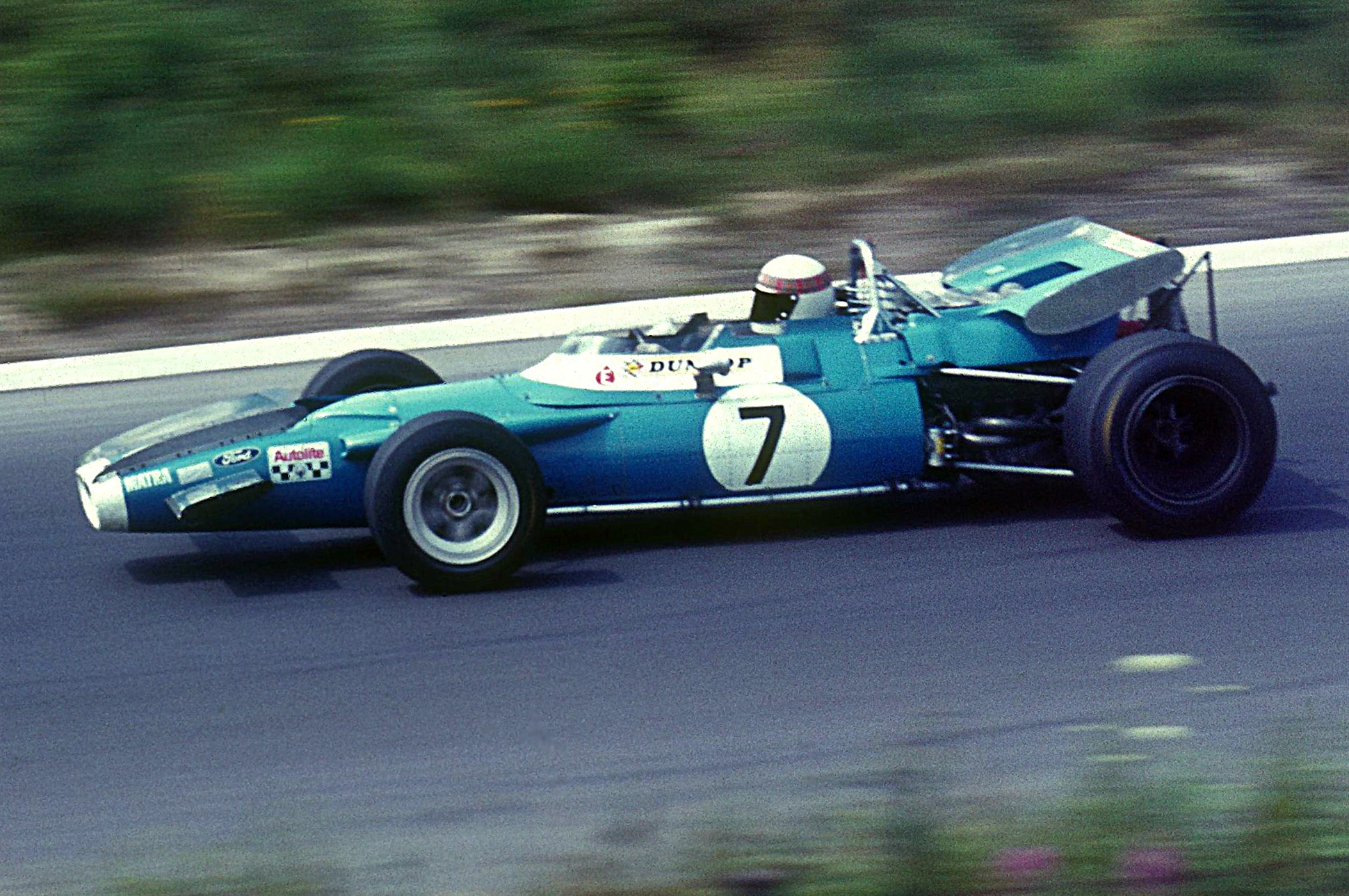
Jackie Stewart im Matra MS80, auf seiner Fahrt zum zweiten Gesamtrang beim Großen Preis von Deutschland 1969 am Nürburgring

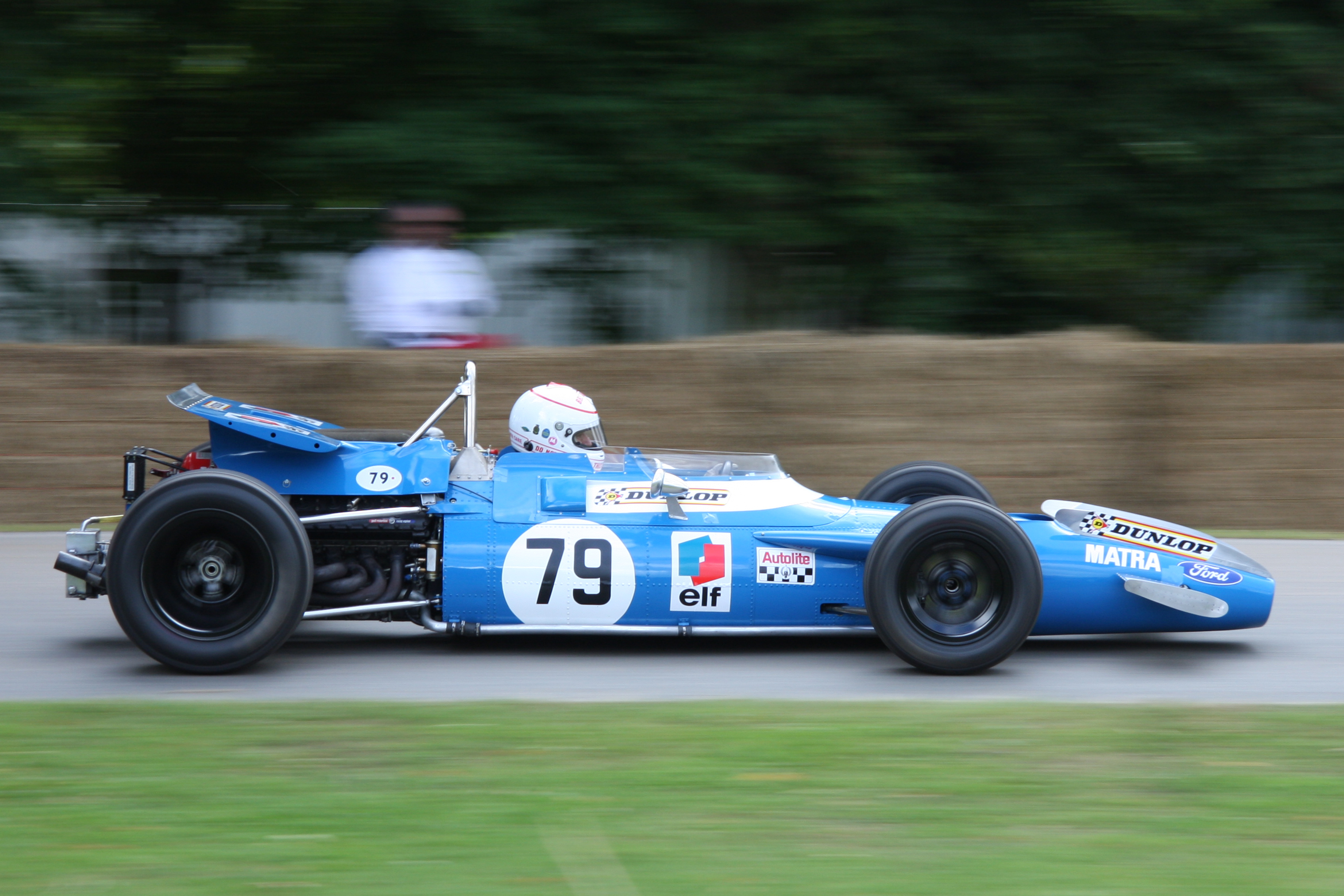
Ein Matra MS80 beim Goodwood Festival of Speed 2008

Der Matra MS80 war ein Formel-1-Rennwagen, der 1969 bei Matra gebaut wurde. Mit dem MS80 gewann Jackie Stewart fünf Weltmeisterschaftsläufe und somit seinen ersten Fahrertitel in der Formel-1-Weltmeisterschaft, der Konstrukteurstitel ging ebenfalls an Matra.

## Entwicklungsgeschichte und Technik
Der MS80 war der erfolgreichste Matra-Monoposto, dabei war der Wagen nur eine Saison im Einsatz. Wie schon beim MS10 wurden auch vom MS80 nur zwei Exemplare gebaut. Der peniblen Vorbereitung der Rennwagen durch die Tyrrell Racing Organisation und Fahrweise der beiden Piloten Jackie Stewart und Jean-Pierre Beltoise war es zu verdanken, dass man mit beiden Chassis ohne gröberen Schaden durch die Saison kam.
Bernard Boyer richtete sich bei seinem Entwurf nach den stabilen Strukturen der frühen Formel-2-Matras wie dem MS7. In den erweiterten Flanken wurden die Tanks, die ein Fassungsvermögen von 210 Litern hatten, untergebracht. In der Fachwelt sprach man von einer Colaflaschen-Linie. Der Wagen hatte außenliegende Aufhängungen, innenliegende Hinterradbremsen und eine Geometrie die auf die neuen 13-Zoll-Räder von Dunlop abgestimmt war. Der Heckflügel diente gleichzeitig als Motorabdeckung und der Wagen galt insgesamt als ästhetisch sehr gelungen. Als Antrieb kam der bewährte 8-Zylinder-DFV-Motor von Cosworth zum Einsatz.

## Renneinsätze
Beim Großen Preis von Italien auf dem Autodromo Nazionale Monza wurde der Heckflügel zur Optimierung des Luftwiderstandes demontiert.
Am Ende der Saison endete die erfolgreiche Zusammenarbeit von Matra und Ken Tyrrell. 1970 ging Matra wieder mit einem reinen Werksteam an den Start und präsentierte als Nachfolger des MS80 den MS120.